# とんぼエコオフィス
とんぼエコオフィスは、日本の環境系の特定非営利活動法人である。主に千葉県をはじめ、東京湾流域を対象に活動を行っている。通称はとんぼ・とんぼ会。トンボを育てる会とは別の組織。

## 概要
1994年に船橋市において市民と共にとんぼが住める水辺環境の創造を目指し、「市民組織　トンボを育てる会」の名称で発足した。その後、より専門的な水質保全活動を行うべく、トンボを育てる会から独立する形で、2000年に法人格を取得し、「NPO法人　とんぼエコオフィス」となった。水質浄化の委託事業をはじめ、学校などでの環境学習のサポートなど水辺に関係する幅広い分野で活躍している。
会が目指すものは「ヤゴが住める水辺環境の整備」・「トンボが飛び交う都市づくり」である。
最近は、印旛沼あっぷ事業において流域で活動をしている市民組織と行政とのタイアップの中で、コーディネート役を勤めるなど環境系の中間支援組織として頭角を現してきており、その運営手法や発想は新しい事例として注目されている。

## 沿革
- 1994年 - 船橋市において、「市民団体トンボを育てる会」が発足。
- 2000年 - トンボを育てる会から分離、「NPO法人とんぼエコオフィス」となる。

## 組織
- 代表 - 薮内俊光（やぶうち としみつ）

詳しくはふなばし市民活動情報ネット（基本情報）を参照。